# Мощностной коэффициент реактивности
Мощностно́й коэффицие́нт реакти́вности — величина, характеризующая изменение реактивности ядерного реактора, вызванное изменением мощности.
Изменение реактивности может происходить из-за изменения температуры различных материалов (температурный коэффициент реактивности), из-за изменения содержания пара в теплоносителе (паровой коэффициент реактивности) и других процессов. Некоторые из них протекают медленно, поэтому для определения мощностного коэффициента важно через какое время после изменения мощности измеряется новая реактивность реактора. Различают полный мощностной коэффициент, измеренный после того, как все долговременные процессы завершились и быстрый мощностной коэффициент, учитывающий лишь те процессы, которые протекают достаточно быстро (за время, сравнимое со временем реакции системы управления и операторов).
Одной из физических причин отрицательного мощностного коэффициента реактивности является уменьшение сечения захвата нейтронов с ростом температуры. В результате, при повышении скорости ядерной реакции растёт тепловая мощность реактора, в результате чего растёт температура ядерного топлива, что приводит к уменьшению сечения захвата нейтронов и, в свою очередь, к снижению реактивности. Описанная закономерность обеспечивает устойчивость работы ядерного реактора.